# Diary (album de The D.O.T.)
Cet article concerne l'album de The D.O.T.. Pour l'album de Wink, voir Diary.
Pour les articles homonymes, voir Diary.
Albums de The D.O.T.
And That
(2012)
Diary est le second album studio du duo britannique The D.O.T., successeur de And That, leur premier disque, paru seulement six plus tôt, fin octobre 2013. Il est sorti le 3 mai 2013.

## Le disque
L'album se compose de 12 pistes.

## Track listing
| No  | Titre                      | Durée |
| --- | -------------------------- | ----- |
| 1.  | Make It Your Own           | 1:01  |
| 2.  | Don't Look At the Road     | 3:17  |
| 3.  | Blood Sweat and Tears      | 3:17  |
| 4.  | How We All Lie             | 3:22  |
| 5.  | Under a Ladder             | 3:16  |
| 6.  | Markers Mark               | 3:36  |
| 7.  | Left At the Lights         | 3:45  |
| 8.  | Left Alone                 | 2:55  |
| 9.  | WhereverYou May Be         | 3:29  |
| 10. | Most of My Time            | 3:28  |
| 11. | What Am I Supposed To Do ? | 3:30  |
| 12. | How Hard Can It Be ?       | 2:55  |

### L’artwork
La pochette de l'album met en scène les deux musiciens sur un chemin de terre dans un parc. À gauche, Bob harvey, en tenue sportive en pleine course. À droite, Mike Skinner en tenue de soirée, les mains croisées, il regarde droit devant.